# Concepción Chiquirichapa
Concepción Chiquirichapa est une ville du Guatemala dans le département de Quetzaltenango.